# Troglitazone
Troglitazone là một loại thuốc chống đái tháo đường và chống viêm, và là thành viên của nhóm thuốc thuộc nhóm thiazolidinediones. Nó được quy định cho những người bị đái tháo đường týp 2.
Nó được cấp bằng sáng chế vào năm 1983 và được chấp thuận cho sử dụng y tế vào năm 1997. Sau đó đã được rút.

## Cơ chế tác động
Troglitazone, giống như các thiazolidinediones khác (pioglitazone và rosiglitazone), hoạt động bằng cách kích hoạt các thụ thể kích hoạt peroxisome proliferator-kích hoạt (PPAR).
Troglitazone là một phối tử cho cả PPARα và - mạnh hơn - PPARγ. Troglitazone cũng chứa một nửa α-tocopheroyl, có khả năng cung cấp cho nó hoạt động giống như vitamin E ngoài hoạt hóa PPAR của nó. Nó đã được chứng minh là làm giảm viêm: sử dụng troglitazone có liên quan đến việc giảm yếu tố hạt nhân kappa-B (NF-B) và tăng đồng thời chất ức chế (IκB). NFκB là một chất điều hòa sao chép tế bào quan trọng cho đáp ứng miễn dịch.

## Cơ chế gây độc cho gan
Kể từ khi rút tiền năm 2000, các cơ chế gây độc cho gan troglitazone đã được nghiên cứu rộng rãi bằng cách sử dụng nhiều loại in vivo, in vitro  và phương pháp tính toán. Những nghiên cứu này đã gợi ý rằng độc tính trên gan của troglitazone là kết hợp của các yếu tố không chuyển hóa và chuyển hóa. Độc tính phi chuyển hóa là một chức năng phức tạp của tương tác thuốc-protein trong gan và hệ thống mật. Ban đầu, độc tính trao đổi chất chủ yếu liên quan đến sự hình thành chất chuyển hóa phản ứng từ các vòng thiazolidinedione và chromane của troglitazone. Hơn nữa, sự hình thành các chất chuyển hóa phản ứng quinone và o-quinone methide đã được đề xuất để được hình thành bởi quá trình oxy hóa chuyển hóa của nhóm OH của vòng crom. Phân tích hóa học lượng tử chi tiết về con đường chuyển hóa của troglitazone đã chỉ ra rằng chất chuyển hóa phản ứng quinone được tạo ra bởi quá trình oxy hóa của nhóm OH, nhưng chất chuyển hóa phản ứng o-quinone methide được hình thành từ quá trình oxy hóa của nhóm methyl (CH3) của vòng crom. Sự hiểu biết này gần đây đã được sử dụng trong việc thiết kế các dẫn xuất troglitazone mới với hoạt tính chống đông trong các dòng tế bào ung thư vú.

## Kiện tụng
Năm 2009, Pfizer Inc. đã giải quyết tất cả trừ ba trong số 35.000 khiếu nại về thuốc trị tiểu đường đã rút Rezulin với tổng trị giá khoảng 750 triệu đô la. Pfizer, công ty đã mua lại đối thủ Wyeth với giá gần 64 tỷ USD, đã trả khoảng 500 triệu đô la để giải quyết các vụ kiện Rezulin được hợp nhất tại tòa án liên bang ở New York, theo hồ sơ tòa án. Công ty cũng đã trả tới 250 triệu đô la để giải quyết các vụ kiện tại tòa án bang. Năm 2004, nó đã dành ra 955 triệu đô la để kết thúc các vụ án Rezulin.